# 星形正多面體
星形正多面體（克卜勒-龐索特多面體）是一類非凸多面體，共有四個。它們的表面均為正多邊形或星形正多邊形，且每個頂點都有相同數目的邊連接。
| 透视图 | 立体图 | 名稱           | 施氏符號 | 點 | 邊 | 面            | X  | 對偶多面體     | 外接立體   | 內接立體   | 點群                    |
| ------ | ------ | -------------- | -------- | -- | -- | ------------- | -- | -------------- | ---------- | ---------- | ----------------------- |
|        |        | 小星形十二面體 | {5/2,5}  | 12 | 30 | 五角星×12     | -6 | 大十二面體     | 正十二面體 | 正二十面體 | {\displaystyle I_{h}}群 |
|        |        | 大十二面體     | {5,5/2}  | 12 | 30 | 正五邊形×12   | -6 | 小星形十二面體 | 正二十面體 | 正十二面體 | {\displaystyle I_{h}}群 |
|        |        | 大星形十二面體 | {5/2,3}  | 20 | 30 | 五角星×12     | 2  | 大二十面體     | 正十二面體 | 正十二面體 | {\displaystyle I_{h}}群 |
|        |        | 大二十面體     | {3,5/2}  | 12 | 30 | 等邊三角形×20 | 2  | 大星形十二面體 | 正二十面體 | 正二十面體 | {\displaystyle I_{h}}群 |

## 性質
皮特里多邊形是指兩個連續邊都屬於多面體的一個面，但三邊不屬多面體的面的不共面多邊形。哈罗德·斯科特·麦克唐纳·考克斯特證明了若正多面體{\displaystyle {p,q}}的皮特里多邊形有{\displaystyle h}邊，則有
{\displaystyle \cos ^{2}{\frac {\pi }{p}}+\cos ^{2}{\frac {\pi }{q}}=\cos ^{2}{\frac {\pi }{h}}}。
除了{\displaystyle p,q,h}均為正整數時，有5組解，對應5個正多面體。當{\displaystyle p,q,h}為正有理數時，有多4組解，分別對應4個克卜勒-龐索特多面體。

## 歷史
- 14世紀Paolo Uccello的畫作出現了小星形十二面體。
- 15世紀Wenzel Jamnitzer發現小星形十二面體和大星形十二面體。
- 1619年開普勒重新發現了小星形十二面體和大星形十二面體，並將它們和正多面體連繫起來。
- 1809年路易斯·龐索發現了大十二面體和大二十面體。因此這些多面體以開普勒和龐索命名。
- 1859年阿瑟·凱萊敲定了這些形狀的名字。[1]